# AeroNautic Show

## AeroNautic Show
AeroNautic Show - Aerul și apa, două medii distincte, unite de elita piloților de înaltă acrobație, devin scena pe care pilotajul se transformă în artă. AeroNautic Show este singurul festival care combină acrobațiile aeriene cu cele nautice deasupra unora dintre cele mai mari lacuri din România, fiind organizat de Asociația Aeronauticã Românã și Agenția de parașutism.
Este un eveniment reprezentativ care a adus la un loc instituții publice și private cu scopul de a promova și de a scoate în evidență atât partea recreativă cât și partea practică a domeniilor aerian și nautic.
Reprezintã un mod unic de a pune în valoare creativitatea celor mai buni piloți prin evoluții de acrobație aeriană și nautică. Este locul unde performanța, arta pilotajului aerian și nautic sunt scoase în evidență prin aplicații demonstrative ale celor mai importante instituții de profil dar și un eveniment monden și un spectacol antrenant, care mizează pe valori ca: performanță umană, tehnică, precizie, pasiune și imaginație.

## Edițiile AeroNautic Show

### Aeronautic Show Lacul Morii 2010
```
București – Lacul Morii – 18 septembrie 2010
```

Ediție de debut, realizată pe Lacul Morii din capitală cu ocazia “Zilelor Bucureștiului” în parteneriat cu: Primăria Municipiului București, Primăria Sectorului 6, SMURD., Brigada Specială de Intervenție "Vlad Țepeș" a Jandarmeriei.
Participanți: SMURD, Brigada Specială de Intervenție "Vlad Țepeș" a Jandarmeriei, Iacării Acrobați, Yacht Club Mircea, Aeroclubul României, Acvila Aeroclub, Yacht Club Electrica București.

### AeroNautic Show Lacul Morii 2011
```
București – Lacul Morii – 7 mai 2011
```

Cea de a doua ediție realizată sub patronajul Ministerului Transporturilor și Infrastructurii, pe Lacul Morii din capitală cu ocazia “Zilei Europei” în parteneriat cu: Primăria Municipiului București, Primăria Sectorului 6, SMURD, Brigada Specială de Intervenție "Vlad Țepeș" a Jandarmeriei, Federația Româna de Yachting, 
Participanți: Brigada Specială de Intervenție “Vlad Țepeș” a Jandarmeriei, SMURD, Aeroclubul României, Eagle, Yacht Club Mircea, Yacht Club Regal Român, Federația Română de Yachting, Moa-Boats, Moa-Avio, Bărci în Bagaje.

### AeroNautic Show Surduc 2012
```
 Timiș – Lacul Surduc – 1 iulie 2012
```

În anul 2012 festivalul AeroNautic Show s-a dezvoltat la nivel național având ca obiectiv promovarea din punct de vedere turistic la nivel național și internațional a zonelor de desfășurare și mai exact în anul 2012 Zona Lacului Surduc din Județul Timiș. 
Ediție ce face parte din Agenda Culturală a Județului Timiș, realizată sub patronajul Ministerului Transporturilor și Infrastructurii, cu sprijinul Consiliul Județean Timiș și al Primăriei Comunei Fîrdea. 
Parteneri: Inspectoratul pentru Situații de Urgentă "Banat" al Județului Timiș, Crucea Roșie Timiș, Formațiunea de Intervenție Rapidă pe bază de Voluntariat „SALVO” Timișoara, Aeroclubul României, Federația Româna de Yachting, Federația de Parașutism din Republica Moldova, Carpatair. 
Participanți: Inspectoratul pentru Situații de Urgență "Banat" al Județului Timiș, Crucea Roșie Timiș, Formațiunea de Intervenție Rapidă pe bază de Voluntariat „SALVO” Timișoara,Iacării Acrobați, Federația de Parașutism din Republica Moldova, Carpatair, Eagle, Baloony, Blue Sky Arad, Aeroclubul României, Yacht Club Mircea, West Yacht Club, ParaMotor Club Timișoara, piloți privați de avioane ultraușoare.
Organizatori: Asociația Aeronautică Română, Agenția de Parașutism sub patronajul Ministerului Transporturilor și Infrastructurii

### AeroNautic Show Lacul Morii 2012
```
București – Lacul Morii -  22 septembrie 2012 
```

Aeronautic Show Lacul Morii 2012 este a IV-a ediție a festivalului anual dedicat sporturilor aeriene și nautice care continuă tradiția festivalului aeronautic aducând un plus de valoare prin elemente noi de tehnică și profesionalism.
Una din noutățile aduse de Aeronautic Show 2012 este primul și singurul hidroavion din categoria S.E.P din România care a scos în evidență cât de apropiate sunt și cât de bine se completează cele două domenii.
În același timp ,în cadrul celei de a parta ediții a festivalului a fost introdusã   AeroNautic Expo, expoziție unde spectatorii au ocazia să interacționeze cu profesioniștii și tehnica pe care le-au admirat pe parcursul spectacolului.
Participanți: Brigada Specială de Intervenție “Vlad Țepeș” a Jandarmeriei, SMURD, Aeroclubul României, Eagle, Yacht Club Mircea, Yacht Club Regal Român, Federația Română de Yachting; Eagles Brașov.
Expoziție staticã: Ministerul Transporturilor și Infrastructurii, Ministerul Apãrãrii Naționale, Ministerul Administrației și Internelor, Yacht Club Mircea, Corporate Games.

### AeroNautic Show Iași 2013
```
Iași – Lacul  Aroneanu – 17  august 2013
```

Prima ediție realizată la nivelul Județului Iași, a V-a ediție la nivel național, sub patronajul Ministerului Transporturilor și Infrastructurii cu sprijinul Consiliului Județean Iași , Aeroportului  Internațional Iași și al Primăriei Aroneanu.
Participanți: Ministerul Apărării Naționale, Inspectoratul pentru Situații de Urgență al Judetului Iași, Poliția de Frontieră Iași,  Crucea Roșie Iași, Iacării Acrobați, Aeroclubul României, Yacht Club Mircea, West Yacht Club, Federația Română de Yachting, Federația de Parașutism din Republica Moldova, Agenția de Parașutism .

### AeroNautic Show Lacul Morii 2013
```
București – Lacul Morii – 21 septembrie 2013
```

Aeronautic Show Lacul Morii 2013 este a VI-a ediție a festivalului anual dedicat sporturilor aeriene și nautice care continuă tradiția festivalului aeronautic aducând un plus de valoare prin elemente noi de tehnică și profesionalism.
Realizată cu ocazia “Zilelor Bucureștiului” în parteneriat cu: Primăria Municipiului București, Primăria Sectorului 6, SMURD, Brigada Specială de Intervenție "Vlad Țepeș" a Jandarmeriei. 
Participanți: Brigada Specială de Intervenție “Vlad Țepeș” a Jandarmeriei, SMURD, Aeroclubul României, Școala superioarã de aviație civilã, Yacht Club Mircea, Yacht Club Regal Român, Federația Română de Yachting.
Expoziție staticã: Ministerul Transporturilor și Infrastructurii, Ministerul Apãrãrii Naționale, Ministerul Administrației și Internelor, Yacht Club Mircea, Clubul Aviatorilor.

### AeroNautic Show Iași 2014
```
Iași – Lacul Aroneanu – 14 iunie 2014
```

Cea de-a doua ediție realizată la nivelul Județului Iași, a VII-a la nivel național sub patronajul Ministerului Transporturilor și Infrastructurii cu sprijinul Consiliului Județean Iași , Aeroportului  Internațional Iași și al Primăriei Aroneanu.
Participanți: Ministerul Apărării Naționale, Inspectoratul pentru Situații de Urgență al Judetului Iași, Poliția de Frontieră Iași,  Crucea Roșie Iași, Iacării Acrobați, Aeroclubul României, Yacht Club Mircea, West Yacht Club, Federația Română de Canotaj, Agenția de Parașutism , Baltic Bees Jet team din Letonia, Statul Major al Fortelor Aeriene, JetSki FreeStyle Team, Facultatea de Educație Fizică și Sport Iași, Rodotex. 

### AeroNautic Show Lacul Morii 2014
```
București – Lacul Morii – 4 octombrie 2014 
```

Aeronautic Show Lacul Morii 2014 este cea de a VIII-a ediție a festivalului anual dedicat sporturilor aeriene și nautice: AeroNautic Show – Lacul Morii București.
În cele peste 2 ore de spectacol AeroNautic legătura între aer și apă se face printr-o suprapunere elegantă a evoluțiilor nautice și a celor aeriene astfel încât spectatorul nu va sesiza momentele de trecere dintre cele două medii atât de diferite. Realizat în parteneriat cu: Primăria Municipiului București, Primăria Sectorului 6, Centrul Cultural European Sector 6. 
Participanți: SMURD, Yacht Club Mircea, Yacht Club Regal Român, Iacãrii Acrobați, Jurgis Kairys, AeroTaxi, Regional Air Service, JetSki FreeStyle Team.
Expoziție staticã: Ministerul Apãrãrii Naționale, Ministerul Administrației și Internelor, Yacht Club Mircea, On Air Shop România, Digi 24, Machete Avioane, Asociația Aeronauticã Românã.